# Koszelanka
Koszelanka – kolonia wsi Nadkole w Polsce, położona w województwie mazowieckim, w powiecie węgrowskim, w gminie Łochów.
Rozpościera się na południe od Nadkola.
W latach 1975–1998 miejscowość administracyjnie należała do województwa siedleckiego.